# 楊魯士
杨鲁士（?—?），字宗尹，本名殷士，唐朝官员。出自弘农杨氏，恆州刺史、越恭公杨钧八世孙，西魏侍中、夏陽靜侯杨俭七世孙，隋朝刑部尚書、吳州總管、樂昌縣侯杨异六世孙，郃陽令杨隱朝曾孙，臨汝令杨燕客之孙，國子祭酒杨寧之子，刑部尚書、東川節度使杨汝士之弟。
长庆元年（821年），中书舍人李宗闵婿苏巢及右补阙杨汝士弟杨殷士及第。段文昌、李绅大怒，说钱徽所放进士郑朗等十四人，不当在选中。唐穆宗让中书舍人王起、主客郎中知制诰白居易主持重试，贬钱徽为江州刺史，李宗闵为剑州刺史，杨汝士为开江令。杨殷士于是改名杨鲁士，再登制科。宝历元年（825年）四月初一，郑涵等考定制举人。敕下后数日，唐敬宗对宰相说：“韦端符、杨鲁士都涉物议，应该授予外官。”杨鲁士官至長安县令，去世。

## 家庭

### 夫人
- 濮阳吴氏，宣武军衙门大将吴仲甫幼女，元和年间嫁给杨鲁士，生三子，杨知玄、杨知晦、杨知章。长青四年闰七月七日在东都上东门里去世，虚岁三十，权葬于洛阳县积润村，开成五年二月二日，杨知玄将吴氏该葬于河南县平乐乡杜翟村瀍涧里

### 子孙
- 杨希古，字尚之，尚書右丞
  - 杨徵
- 杨仁贍，字濟之，祕書監
  - 杨峴，字鎮川，左拾遺
- 杨嶠
- 杨思實，忠武從事
  - 杨敬福，字遐吉，同官令
  - 杨郁，字堯之，永和令
- 杨崇鼎
- 杨源嶓，字紀川，兵部郎中
  - 杨雍，字昭化，藍田尉、直弘文館